# بیهودگی
بیهودگی یا پوچی به مثابه یک وضعیت انسانی و احساس بی‌حوصلگی عمومی، از خودبیگانگی اجتماعی، هیچ‌انگاری و بی‌تفاوتی است. احساس بیهودگی اغلب با کج‌خلقی، افسردگی، تنهایی، بی‌لذتی، ناامیدی، یا سایر اختلالات روانی/عاطفی، از جمله اختلال شخصیت اسکیزویید، اختلال اضطراب پس از سانحه، اختلال کم‌توجهی-بیش فعالی، اختلال شخصیت اسکیزوتایپال و اختلال شخصیت مرزی همراه است. احساس بیهودگی نیز بخشی از فرایند طبیعی سوگ است که در نتیجه مرگ یکی از عزیزان یا سایر تغییرات مهم رخ می‌دهد. معانی خاص «بیهودگی» با بافت خاص و سنت مذهبی یا فرهنگی که در آن استفاده می‌شود، متفاوت است.
در حالی که مسیحیت و جامعه‌شناسان و روانشناسان غربی حالت بیهودگی را یک وضعیت منفی و ناخواسته می‌دانند، در برخی از فلسفه‌های شرقی مانند فلسفه بودایی و تائوئیسم، پوچی (Śūnyatā) نشان دهنده بینش از طریق پدیدآیی وابسته است

## در فرهنگ غرب

### جامعه‌شناسی، فلسفه و روان‌شناسی
در غرب، احساس «خالی بودن» اغلب به عنوان یک وضعیت منفی تلقی می‌شود. به عنوان مثال، روان‌شناس کلایو هیزل، احساس بیهودگی را به پیشینه‌های مشکل ساز خانوادگی با روابط توهین آمیز و بدرفتاری نسبت می‌دهد. او ادعا می‌کند که برخی از افرادی که با احساس بیهودگی روبرو هستند، سعی می‌کنند با معتاد شدن به مواد مخدر یا فعالیت وسواسی (خواه رابطه جنسی اجباری، قمار یا کار) یا درگیر شدن در «اقدام دیوانه کننده» یا خشونت، احساسات دردناک خود را برطرف کنند. در جامعه‌شناسی، احساس بیهودگی با ازخودبیگانگی اجتماعی فرد همراه است. این حس بیگانگی ممکن است در حین کار، به دلیل ماهیت روتین وظایف کاری، سرکوب شود، اما در ساعات فراغت یا در آخر هفته، افراد ممکن است احساس «خلأ وجودی» و پوچی کنند.
در فلسفه سیاسی، بیهودگی با هیچ‌انگاری همراه است. گئورگ لوکاچ ، منتقد ادبی (متولد ۱۸۸۵) علیه «پوچی معنوی و نارسایی اخلاقی سرمایه‌داری» و به نفع کمونیسم به عنوان «نوع کاملاً جدیدی از تمدن، تمدنی که نوید شروعی تازه و فرصتی برای داشتن یک زندگی معنادار و هدفمند را می‌داد» استدلال ارائه داد.
مفهوم «بیهودگی» برای «نوع خاصی از فلسفه اگزیستانسیالیستی و برخی از اشکال جنبش خدا مرده است» اهمیت داشت. اگزیستانسیالیسم، «جنبش فلسفی که به حس بیگانگی و ناامیدی جان می‌بخشد» که از «تشخیص انسان از تنهایی اساسی خود در یک جهان بی‌تفاوت» ناشی می‌شود. مردمی که پاسخشان به احساس بیهودگی و تنهایی، بهانه آوردن است، با باور بد زندگی می‌کنند. افرادی که با بیهودگی مواجه می‌شوند و مسئولیت آن را می‌پذیرند، هدفشان این است که زندگی 'اصیل' داشته باشند». اگزیستانسیالیست‌ها استدلال می‌کنند که "انسان در بیگانگی از خدا، از طبیعت، از انسان‌های دیگر، از خود واقعی خود زندگی می‌کند." با چپیدن در شلوغی شهرها، کار در مشاغل بی‌روح، و سرگرم شدن توسط رسانه‌های جمعی سبک بی‌محتوا، ما "در سطح زندگی، زندگی می‌کنیم"، به طوری که حتی "افرادی که به ظاهر "همه چیز" دارند احساس پوچی، ناراحتی و نارضایتی می‌کنند.
در فرهنگ‌هایی که احساس بیهودگی به عنوان یک وضعیت روانی منفی دیده می‌شود، اغلب با افسردگی همراه است. به این ترتیب، بسیاری از درمان‌های مشابه مثل: روان‌درمانی، گروه درمانی، یا انواع دیگر مشاوره پیشنهاد می‌شوند. همچنین، ممکن است به افرادی که احساس بیهودگی می‌کنند توصیه شود که مشغول باشند و برنامه منظمی از کار و فعالیت‌های اجتماعی داشته باشند. راه حل‌های دیگری که برای کاهش احساس بیهودگی پیشنهاد شده‌اند که می‌توان به گرفتن حیوان خانگی یا آزمایش درمان با کمک حیوانات است. درگیر شدن در امور معنوی مانند مراقبه یا مناسک مذهبی و خدمت؛ کار داوطلبانه برای پر کردن زمان و برقراری تماس اجتماعی؛ انجام تعاملات اجتماعی، مانند فعالیت‌های اجتماعی، کلوپ‌ها یا گردش ها؛ یا یافتن یک سرگرمی یا فعالیت تفریحی برای بازیابی علاقه خود به زندگی، اشاره کرد.